# Баньпо

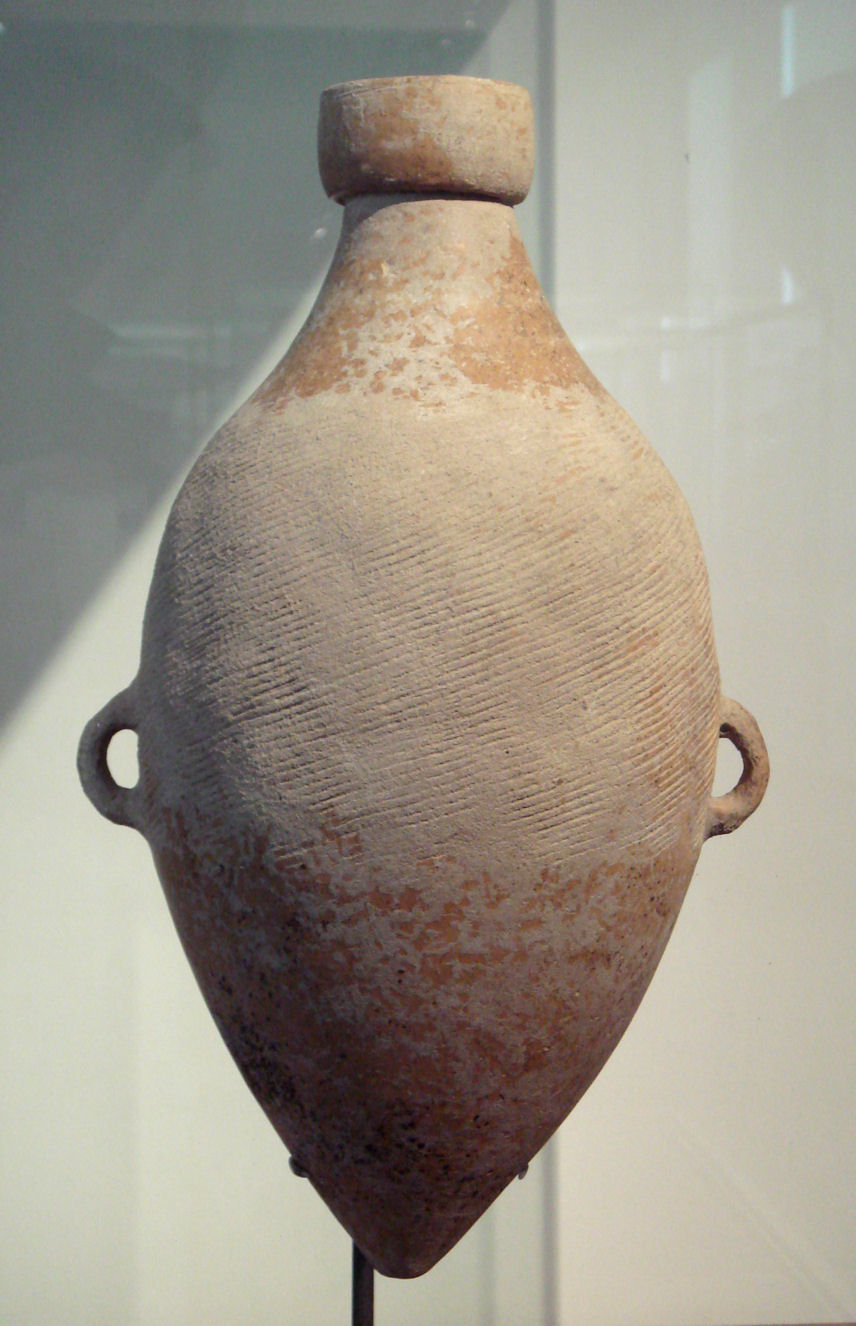
Амфора культуры Яншао, стадия Баньпо, около 4800 г. до н. э., Шэньси.

Баньпо́, Banpo, кит. 半坡 — археологический памятник на территории Китая (Шэньси). Открыт в 1953 году, находится в долине Хуанхэ к востоку от города Сиань. В Баньпо обнаружены остатки нескольких хорошо организованных поселений эпохи неолита, датируемых около 4500 г. до н. э. (по другим данным нач. 3-го тыс. до н. э.) Зона раскопок Баньпо занимает около 5 гектаров; вокруг неё в древности был сооружён ров (возможно, оборонительный) шириной (глубиной) 5-6 метров и длиной 300 метров. Дома были круглыми, построенными из глины и древесины с нависающими крутыми тростниковыми крышами. Фундаменты были низкими. Орудия каменные и костяные, хорошо представлена «красная керамика». Имелись общинные кладбища, расположенные за границей рва.
Многие дома были полуподземными, пол был на метр ниже уровня земли. Опору домов составляли деревянные сваи.
Исследователи относят Баньпо к неолитической культуре Яншао. Археологические памятники, подобные Баньпо, археологи относят к «фазе Баньпо» данной культуры (5000 — 4000 гг. до н. э.). Раскопки Баньпо проводились в 1954—1957 гг.